# Союз ТМ-29
Союз ТМ-29 е пилотиран космически кораб от серията „Союз ТМ“ към станцията „Мир“ и 105-и полет по програма „Союз“.

## Екипаж

### При старта

#### Основен
- Виктор Афанасиев(3) – командир
- Жан-Пиер Еньоре(2) – бординженер
- Иван Бела(1) – космонавт-изследовател

#### Дублиращ
- Салижан Шарипов – командир
- Клоди Еньоре – бординженер
- Михал Фулиер – космонавт-изследовател

### При кацането
- Виктор Афанасиев – командир
- Сергей Авдеев – бординженер 1
- Жан-Пиер Еньоре – бординженер 2

- Първоначално, в състава на основния екипаж са назначени Виктор Афанасиев (командир) и Сергей Трешчов (бординженер), а в състава на дублиращия – Салижан Шарипов (едновременно и командир и бординженер). Окончателните състави на екипажите на „Союз ТМ-29“ са обявени на 15 август 1998 г.

## Параметри на мисията
- Маса: 7150 кг
- Перигей: 188 км
- Апогей: 273 км
- Наклон на орбитата: 51,6°
- Период: 88,6 мин

## Описание на полета
Мисията е първата под ръководството на Русия с трима космонавта от различни страни. „Союз ТМ-29“ извежда в орбита 27-а основна експедиция на станцията „Мир“ и първият гражданин на Словакия в космоса И. Бела.
Съвместният полет на двете дълговременни експедиции продължава около 6 денонощия, по време на който се работи по словашката научна програма. Тя включва изследвания на метаболизма на организма, физиологията и хормоналния баланс и измерване на получените дози радиация. Словашкия космонавт носи на борда яйца от японски пъдпъдък, които трябва да се излюпят на борда на „Мир“. Част от яйцата са поставени в центрофуга, създаваща слаба гравитация, а другите изцяло в безтегловност.
На 27 февруари Генадий Падалка и И. Бела се приземяват успешно с кораба Союз ТМ-28.
На 4 април със станцията се скачва в автоматичен режим товарния космически кораб Прогрес М-41. Корабът доставя на орбиталния комплекс около 2,5 тона храна, консумативи и оборудване за френската програма, изпълнявана от Еньоре.
Първото си излизане в безвъздушното пространство космонавтите В. Афанасиев и Ж.П Еньоре извършват на 16 април. Тогава е пуснат в полет радиолюбителския спътник Спутник 99, доставен в космоса с „Прогрес М-41“.

### Космически разходки
| № | Участници                        | Начало                  | Край                    | Продължителност    |
| - | -------------------------------- | ----------------------- | ----------------------- | ------------------ |
| 1 | Жан-Пиер Еньоре Виктор Афанасиев | 16 април 1999 04:37 UTC | 16 април 1999 10:56 UTC | 6 часа и 19 минути |
| 2 | Сергей Авдеев Виктор Афанасиев   | 23 юли 1999 11:06 UTC   | 23 юли 1999 17:13 UTC   | 6 часа и 7 минути  |
| 3 | Сергей Авдеев Виктор Афанасиев   | 28 юли 1999 09:37 UTC   | 28 юли 1999 14:59 UTC   | 5 часа и 22 минути |

На 18 октомври към комплекса се скачва товарния космически кораб „Прогрес М-42“, който носи освен храна, гориво, консумативи и поща и рефлекторна антена, която трябва да се инсталира извън станцията при следващото излизане в открития космос. Тази антена е необходима, за да може да се улесни комуникацията със станцията по време на предстоящия ѝ безпилотен полет. Самото излизане се осъществява на 23 юли. Инсталирането не е напълно успешно (отворена е на около 80 -90 %), а и продължителността на излизането е съкратена заради проблеми със системата за терморегулация на скафандъра на В. Афанасиев. Работата е довършена при третото излизане няколко денонощия по-късно, събрани са и образци от материали, разположени по външните стени на станцията.
На 28 август корабът „Союз ТМ-29“ се приземява успешно. Приключва почти десетгодишен период на непрекъснатото присъствие на космонавти на комплекса (от 5 септември 1989 г.). Сергей Авдеев се приземява след 379 денонощия в космоса, което е второ постижение (след Валерий Поляков). Авдеев поставя друг рекорд - по сумарен престой в космоса - 747 денонощия. Този рекорд е подобрен едва през 2005 г. от Сергей Крикальов.